# Ján Richter
Ján Richter (* 20. července 1960) je bývalý československý fotbalista, obránce.

## Fotbalová kariéra
V československé lize hrál za Slovan Bratislava a Inter Bratislava. V lize nastoupil ke 137 utkáním a dal 10 gólů. S Interem získal v roce 1988 Slovenský pohár a byl finalistou Československého poháru.

## Ligová bilance
| Ročník                                      | Zápasy | Góly | Klub              |
| ------------------------------------------- | ------ | ---- | ----------------- |
| 1. československá fotbalová liga 1982/83    | 13     | 2    | Slovan Bratislava |
| 1. československá fotbalová liga 1983/84    | 25     | 3    | Slovan Bratislava |
| 1. československá fotbalová liga 1984/85    | 28     | 0    | Slovan Bratislava |
| 1. slovenská národní fotbalová liga 1985/86 | 15     | 4    | Slovan Bratislava |
| 1. slovenská národní fotbalová liga 1985/86 | 11     | 1    | Inter Bratislava  |
| 1. slovenská národní fotbalová liga 1986/87 | 26     | 7    | Inter Bratislava  |
| 1. československá fotbalová liga 1987/88    | 22     | 2    | Inter Bratislava  |
| 1. československá fotbalová liga 1988/89    | 19     | 1    | Inter Bratislava  |
| 1. československá fotbalová liga 1989/90    | 30     | 2    | Inter Bratislava  |
| CELKEM 1. liga'                             | 137    | 10   |                   |